# Стрэттон, Деннис
Де́ннис Уи́льям Стрэ́ттон (англ. Dennis William Stratton;  род. 9 октября 1952, Каннингтаун, Ист-Лондон, Великобритания) — британский гитарист, играющий в жанрах хард-рок, хеви-метал, блюз-рок. Наиболее известен своим участием в группе Iron Maiden, участвовал в записи дебютного альбома группы.

## Биография
Вырос в семье портовых рабочих в Ист-Энде, жил в квартале, сильно затронутом бомбардировками во время войны, в доме без отопления и с уличным туалетом. Учился в католической школе и подавал надежды как футболист. Некоторое время был на заметке у «Вест Хэм Юнайтед», является их фанатом (как и лидер Iron Maiden Стив Харрис, с которым они до сих пор переписываются, поздравляя с победами). 
В 15 лет Деннис Стрэттон бросил школу. Лишь в 16 лет начал осваивать гитару, играя мелодичные блюзы и копируя Led Zeppelin и Deep Purple. В 17 лет его учили играть участники паб-группы Power Pack, а затем он присоединился к другой местной группе, гитарист которой переквалифицировался в басисты и продал гитару Стрэттону. Группа несколько раз выступала в пабе, но, по словам Стрэттона, это не была в полной мере группа: просто молодые люди проводили время в пабе, периодически репетируя и выступая. В 1970 году Стрэттон присоединился к группе Harvest, а в 1972 — к группе Wedgewood. Обе группы были такими же паб-группами и выступали в пабах в лучшем случае за символические деньги. В 1973 году Wedgewood объединилась с такой же паб-группой Дэйва Эдвардса, и в результате появилась группа Remus Down Boulevard. Эта группа уже стала профессиональной: с ней подписала контракт управляющая компания Quarry, которая вела дела Status Quo и Рори Галлахера. Remus Down Boulevard выступала на разогреве у этих музыкантов и даже совершила вместе со Status Quo турне по Европе. В 1975 году группа сумела записать и выпустить концертный альбом.
Стив Харрис и Дэйв Мюррей были частыми посетителями клуба Bridge House, в котором выступала Remus Down Boulevard. По словам Стрэттона, он их знал в лицо, но не знал, что они — Iron Maiden. В декабре 1979 года Деннис Стрэттон получил телеграмму о том, что Iron Maiden ищут гитариста с возможностью исполнять партии бэк-вокала. Стрэттон откликнулся, побеседовал с Харрисом, Мюрреем и Родом Смолвудом, менеджером группы, послушал кассеты с записями. Урегулировав вопрос об оплате (Стрэттон был уже женат и имел маленькую дочь), он взял с собой кассеты, и первой песней, которую он разучил дома, стала «Phantom Of The Opera». Стрэттон утверждает, что именно он привнёс в музыку Iron Maiden ставшие впоследствии типичными для неё гитарные гармонии, поскольку для него это было совершенно естественным, так как он всегда играл в группах с двумя гитаристами. 
Для меня просто естественным было гармонизировать гитарные партии. Я думаю, это их удивило, потому что гармонии, похоже, сработали. Ну конечно сработали, раз они до сих пор их используют!
Оригинальный текст (англ.)It just came natural for me to fill out the guitar parts with harmonies. I think it took them by surprise because the harmonies did seem to work. Well, it did work, ‘cause they still using them now!
Деннис Стрэттон был принят и, узнав, что в группе нет барабанщика, привёл туда своего друга Клайва Барра. Музыканты немедленно отправились в студию, где в течение трёх недель записывали дебютный альбом, а затем отправился в турне. В октябре 1980 года Стрэттон участвовал в записи сингла «Women in Uniform», и это стало его последней работой в Iron Maiden. 
Говоря о причинах увольнения из Iron Maiden, Стрэттон упоминал конфликты со Стивом Харрисом и менеджером группы Родом Смоллвудом, который пытался всецело контролировать жизнь музыкантов: он запрещал Стрэттону близко общаться с членами других групп и даже слушать менее тяжёлую музыку, которую любил Стрэттон. В целом Смоллвуд хотел создать некий тесно сплоченный коллектив с общими идеями и пристрастиями. Через четыре года Смоллвуд в беседе с Деннисом Стрэттоном признал, что это невыполнимая затея, и извинился. Официально группа заявила, что причиной ухода Стрэттона были «музыкальные разногласия».
Через две недели после увольнения Стрэттон вместе с бывшим вокалистом Tygers of Pan Tang Джессом Коксом создал группу Lionheart. Группа подписала в США контракт с CBS, четыре года готовилась, в 1984 году выпустила альбом, выдержанный в духе AOR, и распалась. До 1989 года гитарист, в том числе из-за контрактных запретов, в основном работал в студии, выступал в клубах и на фестивалях. В 1989 году Стрэттон присоединился к группе Praying Mantis и работал с ней до 2006 года. В 1995 году он создал вместе с Полом Ди’Анно проект под названием The Original Iron Men, который выпустил три альбома.
На настоящее время Деннис Стрэттон работает в нескольких группах, в основном кавер-группах Iron Maiden, выступает с ними на различных фестивалях; также периодически играет «для себя» в воссозданной Remus Down Boulevard. 
На вопрос, кто оказал на него основное влияние, гитарист ответил что это Wishbone Ash, Джефф Уайтхорн (Procol Harum) и Стив Люкатер.

## Дискография

### Remus Down Boulevard
- Live — A Week at the Bridge E16 (Sampler, 1978)
- Live EP at the Bridge E16 (Sampler, 2002)
- The Bridge House — Book Launch & Reunion (DVD, 2007)
- Live — Worth the Wait (4th Time Lucky) (CD/DVD, 2011)

### Iron Maiden
- Iron Maiden (1980)
- Women in Uniform (1980)
- Live!! +one (1980)
- 12 Wasted Years (1987)
- The First Ten Years (1990)
- Best of the Beast (1996)
- Ed Hunter (1999)
- BBC Archives (2002)
- Best of the 'B' Sides (2002)
- The History of Iron Maiden – Part 1: The Early Days (2004)
- The Essential Iron Maiden (2005)

### Lionheart
- Hot Tonight (1984)
- Second Nature (2017)

### Praying Mantis
- Live at Last (live) (1990)
- Predator in Disguise (1991)
- A Cry for the New World (1993)
- Only the Children Cry (EP) (1993)
- Play in the East (live) (1994)
- To the Power of Ten (1995)
- Captured Alive in Tokyo City (live) (1996)
- Forever in Time (1998)
- Nowhere to Hide (2000)
- The Journey Goes On (2003)
- Captured alive in Tokyo City (Live-DVD)
- The Best of Praying Mantis (2004) (Best-of Compilation)

### Paul Di'Anno & Dennis Stratton
- The Original Iron Men (1995)
- The Original Iron Men 2 (1996)
- As Hard As Iron (1996)

## В сотрудничестве
- Kaizoku (1989) — Various Authors
- All Stars (1990) — Various Authors
- Trapped (1990) — Lea Hart
- Start 'em Young (1992) — English Steel
- Ready to rumble (1992) — True Brits